# Abraxas consputa
Abraxas consputa là một loài bướm đêm trong họ Geometridae.

## Hình ảnh

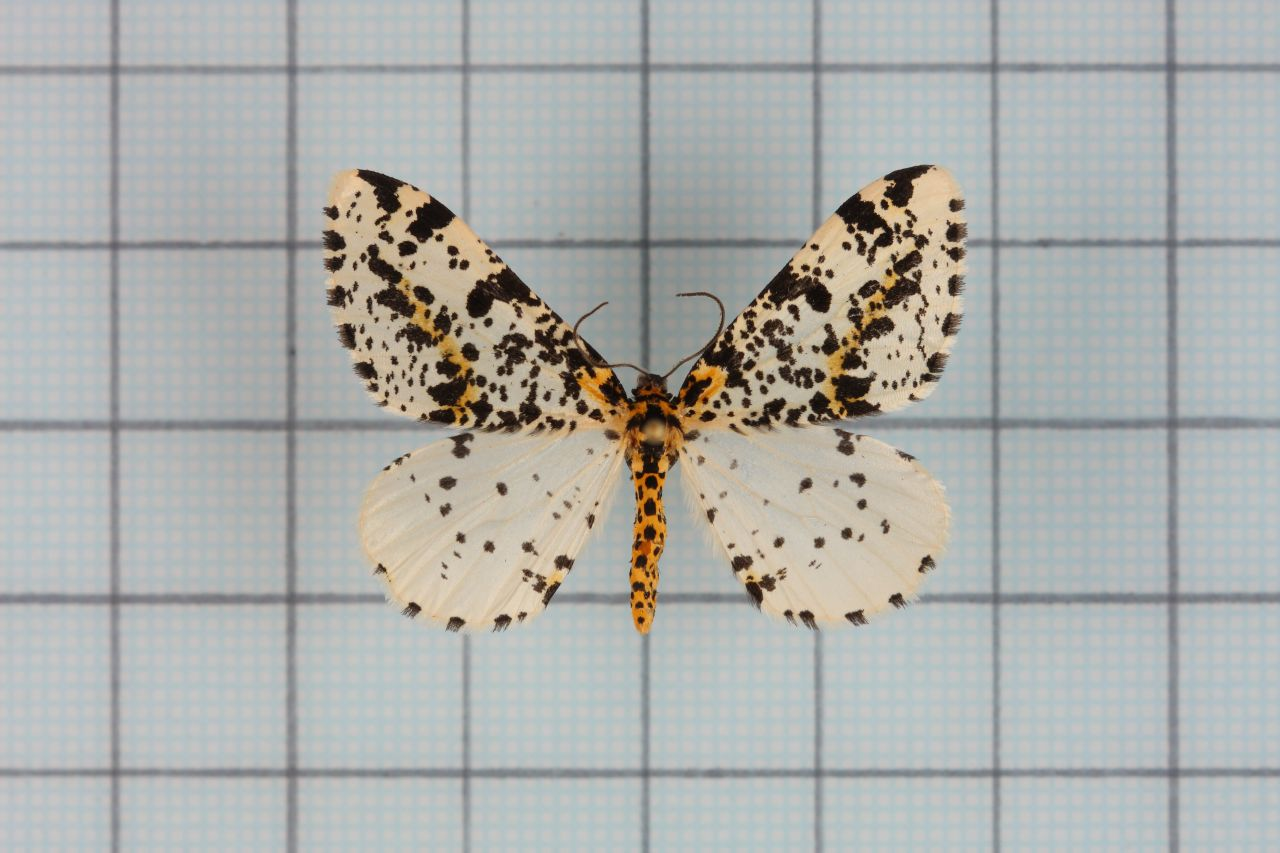